# Sloane Street

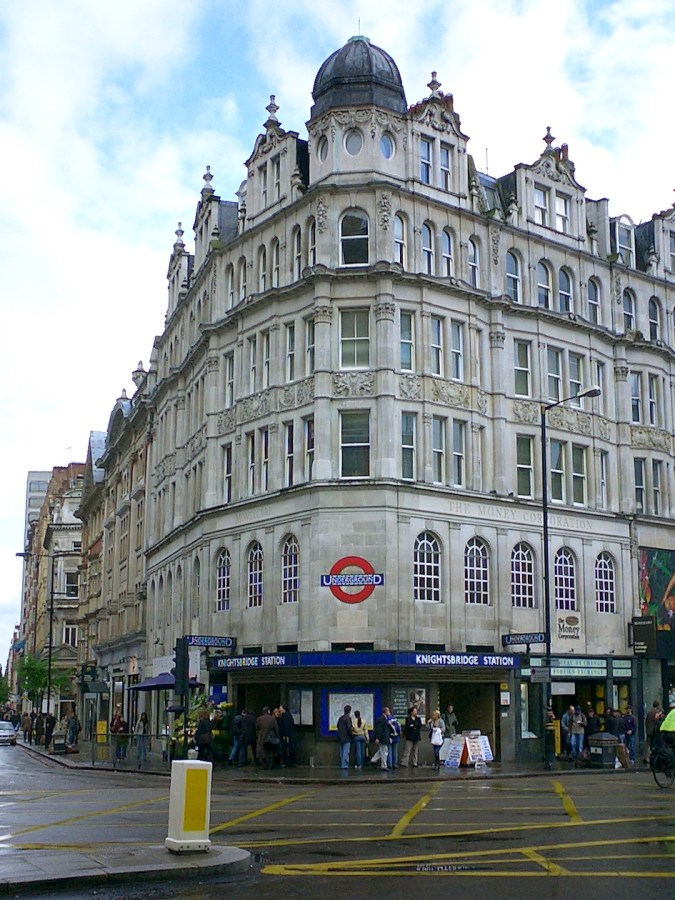
La estación de metro de Knightsbridge en Sloane Street.

Sloane Street es una de las principales calles de Londres, que se extiende de norte a sur, de Knightsbridge a Sloane Square, cruzando Pont Street, enteramente en el municipio de Kensington y Chelsea. Sloane Street toma su nombre de Sir Hans Sloane, que compró los alrededores en 1712. Muchas de las propiedades en la calle siguen perteneciendo a sus descendientes, los condes Cadogan, a través de su compañía Cadogan Estates.
La parte norte cercana a Knightsbridge, conocida informalmente como Upper Sloane Street, es un conocido lugar de tiendas de modas. La mitad norte de la calle está cerca de Knightsbridge y alberga algunos de las más elegantes y modernas residenciales.
Los edificios notables incluyen la Holy Trinity, Sloane Street del arquitecto victoriano J. D. Sedding, la Real Embajada Danesa diseñada por Arne Jacobsen y la Embajada del Perú.

## Lista de locales en Sloane Street

### Lado oeste
- Estación de metro de Knightsbridge.
- Gucci.
- Fendi.
- Dior.
- Jimmy Choo.
- Giorgio Armani.
- Prada.
- Tiffany & Co.
- Cartier.

### Lado este
- Salvatore Ferragamo.
- Banco Nacional de Dubái.
- HSBC.
- Escada.
- Louis Vuitton.
- NatWest.
- Gianni Versace.
- Hermès.
- Bvlgari.
- Dolce & Gabbana.
- Valentino.
- Yves Saint-Laurent.
- Chanel.